# Gebruiksfunctie
Een gebruiksfunctie of gebouwfunctie is de functie die aan een gebouw of ruimte(s) in een gebouw is toegekend.

## Doel
Gebruiksfuncties hebben als doel om onderscheid in gebruik bij gebouwen te creëren. Dit is belangrijk omdat elke gebruiksfunctie andere voorschriften heeft in bijvoorbeeld daglichttoetreding en daglichtoppervlakte (ramen), aantal vereiste toiletten, verkeerslawaai (geluidswering), ventilatiecapaciteit, brandwerendheid, minimale bezettingsgraadklasse e.d.

## Soorten functies
Volgens het bouwbesluit zijn er twaalf verschillende gebruiksfuncties, namelijk:
1. Wonen; woningen, appartementencomplex e.d.
2. Bijeenkomstfunctie; vergaderzaal, congrescentrum e.d.
3. Celfunctie; gevangenis, inrichting e.d.
4. Gezondheidsfunctie; ziekenhuis, verzorgingshuis e.d.
5. Industrie; fabriek, distributiecentrum e.d.
6. Kantoorfunctie; kantoorgebouw e.d.
7. Logiesfunctie; hotel, camping e.d.
8. Onderwijs; school e.d.
9. Recreatie; sporthal, gymzaal e.d.
10. Handel; winkel, winkelcentrum, supermarkt e.d.
11. Overige gebruiksfunctie; garage aan woningen, parkeergarage e.d.
12. "Bouwwerk geen gebouw zijnde"; standbeelden, bruggen e.d.[1]

## Subfuncties
Soms hebben gebouwen meerdere functies, waarbij een hoofdfunctie en een subfunctie of nevenfunctie worden onderscheiden. Een subfunctie is eigenlijk een functie die terzijde van de hoofdfunctie staat. Een paar voorbeelden van subfuncties zijn onder andere, een winkelwoning waarbij de hoofdfunctie een winkel is met daarboven een woning als subfunctie of een schoolgebouw (hoofdfunctie) met daarbovenop een appartementencomplex (subfunctie) of een kantoorruimte (subfunctie) aan een woning (hoofdfunctie) enz. Het kan ook omgekeerd zijn.  Hierdoor kunnen sommige ruimtes ook meerdere functies hebben zoals een gemeenschappelijke trappenhuis van een woning boven een winkel heeft zowel een woonfunctie al een winkelfunctie. Ook een woonfunctie in een woonwagen wordt een subfunctie genoemd. Maar in alle gevallen hebben de subfuncties dezelfde eisen die gelden voor de hoofdfunctie, volgens het Bouwbesluit.